# Walt Davis
Walt Davis, również Buddy Davis, właśc. Walter Francis Davis (ur. 5 stycznia 1931 w Beaumont, zm. 17 listopada 2020 w Port Arthur) – amerykański lekkoatleta, skoczek wzwyż, później koszykarz.
W wieku 9 lat zapadł na chorobę Heinego-Medina i przez 7 lat odzyskiwał sprawność w nogach. W 1951 uzyskał 2. wynik na świecie w skoku wzwyż – 2,05 m. W 1952 zdobył mistrzostwo Stanów Zjednoczonych (AAU) w skoku wzwyż wynikiem 2,09 m. Podczas XV Letnich Igrzysk Olimpijskich w Helsinkach w 1952 zwyciężył ustanawiając rekord olimpijski 2,04 m. W 1953 podczas mistrzostw USA poprawił rekord świata uzyskując 2,12 m.
Następnie podpisał zawodowy kontrakt koszykarski. Występował w drużynie Philadelphia Warriors (wybrany w drugiej rundzie draftu w 1952). Występował w tym klubie do 1957, zdobywając mistrzostwo NBA w 1956. Później przeszedł do St. Louis Hawks, z którymi zdobył mistrzostwo NBA w 1958. Po tym sezonie zakończył karierę.